# Tour des Émirats arabes unis féminin 2024
Pour la course masculine, voir Tour des Émirats arabes unis 2024.
La 2e édition du Tour des Émirats arabes unis féminin a lieu du 8 au 11 février 2024. C'est la troisième épreuve de l'UCI World Tour féminin.
Lorena Wiebes remporte les deux premières étapes au sprint. Lotte Kopecky est la plus rapide dans l'ascension du Jebel Hafeet. Elle prend la tête du classement général. Lors de la dernière étape, Amber Kraak, rescapée de l'échappée de quatre partie en début d'étape, résiste au retour du peloton. Lotte Kopecky remporte l'épreuve et en est également la meilleure sprinteuse. Neve Bradbury est deuxième et meilleure jeune tandis que Mavi Garcia se classe troisième. Lorena Wiebes gagne le classement par points. Canyon-SRAM Racing est la meilleure équipe.

## Équipes
| UCI Women's WorldTeams (13)- Canyon-SRAM Racing - Ceratizit-WNT Pro Cycling - FDJ-Suez - Fenix-Deceuninck - Human Powered Health - Lidl-Trek - Liv AlUla Jayco - Movistar Team - Roland - Team DSM-Firmenich PostNL - SD Worx-Protime - UAE Team ADQ - Uno-X Mobility Équipes féminines continentales (7)- Cofidis - EF Education-Cannondale - Laboral Kutxa-Fundacion Euskadi - St Michel-Mavic-Auber93 - Tashkent City Women Professional Cycling Team - Team Coop-Repsol - Top Girls Fassa Bortolo |
| |

## Parcours
Le parcours est similaire à celui de l'année précédente avec deux étapes de plat suivies d'une arrivée en haut du Jebel Hafeet qui devrait décider du classement général. La dernière étape est plate.

## Étapes
| Étape     | Date    | Villes étapes                           | type                      | Distance (km) | Dénivelé (m) | Vainqueur d'étape | Leader du classement général |
| --------- | ------- | --------------------------------------- | ------------------------- | ------------- | ------------ | ----------------- | ---------------------------- |
| 1re étape | 8 fév.  | Dubai Miracle Garden – Dubaï            | étape de plaine           | 122           | 217 m        | Lorena Wiebes     | Lorena Wiebes                |
| 2e étape  | 9 fév.  | Al Mirfa – Madinat Zayed                | étape de plaine           | 113           | 311 m        | Lorena Wiebes     | Lorena Wiebes                |
| 3e étape  | 10 fév. | Al-Aïn – Jebel Hafeet                   | étape de moyenne montagne | 128           | 1 165 m      | Lotte Kopecky     | Lotte Kopecky                |
| 4e étape  | 11 fév. | Louvre Abou Dabi – Abu Dhabi Breakwater | étape de plaine           | 105           | 102 m        | Amber Kraak       | Lotte Kopecky                |

## Déroulement de la course

### 1reétape
Iris Monticolo est l'auteur d'une éphémère échappée. FDJ-Suez tente ensuite de provoquer des bordures, si le peloton se scinde en deux, la faiblesse du vent fait que tout rentre rapidement dans l'ordre. À soixante-quinze kilomètres de l'arrivée, Alice Palazzi sort. Elle est reprise cinq kilomètres après le sprint intermédiaire. Une chute implique de nombreuses coureuses dont la vainqueur sortante Elisa Longo Borghini. Gaia Segato  et Yanina Kuskova provoquent l'offensive suivante. Elles ont jusqu'à une minute douze d'avance. Un regroupement général a lieu à vingt kilomètres de la ligne. Claire Steels est mise au sol, mais revient par la suite. Carina Schrempf passe à l'offensive à deux kilomètres et demi de l'arrivée, mais est reprise à sept cents mètres de la ligne. Au sprint, Lorena Wiebes est parfaitement emmenée et s'impose nettement.
| \| Classement de l'étape \| Classement de l'étape \| Classement de l'étape \| Classement de l'étape \| Classement de l'étape \| \| Coureuse \| Coureuse \| Pays \| Équipe \| Temps \| \| --------------------- \| --------------------- \| --------------------- \| ------------------------- \| --------------------- \| \| 1re \| Lorena Wiebes \| Pays-Bas \| SD Worx-Protime \| 2 h 59 min 11 s \| \| 2e \| Rachele Barbieri \| Italie \| Team dsm-firmenich PostNL \| + 0 s \| \| 3e \| Chiara Consonni \| Italie \| UAE Team ADQ \| + 0 s \| \| 4e \| Georgia Baker \| Australie \| Liv AlUla Jayco \| + 0 s \| \| 5e \| Maggie Coles-Lyster \| Canada \| Roland \| + 0 s \| \| 6e \| Valentine Fortin \| France \| Cofidis \| + 0 s \| \| 7e \| Laura Ruiz Pérez \| Espagne \| Movistar Team \| + 0 s \| \| 8e \| Sofia Collinelli \| Italie \| Roland \| + 0 s \| \| 9e \| Lotte Kopecky \| Belgique \| SD Worx-Protime \| + 0 s \| \| 10e \| Clara Copponi \| France \| Lidl-Trek \| + 0 s \| |                     |           |                           |                 |
| |                     |           |                           |                 |
| Source : ProCyclingStats |                     |           |                           |                 |
| Classement de l'étape |                     |           |                           |                 |
| Coureuse | Coureuse            | Pays      | Équipe                    | Temps           |
| 1re | Lorena Wiebes       | Pays-Bas  | SD Worx-Protime           | 2 h 59 min 11 s |
| 2e | Rachele Barbieri    | Italie    | Team dsm-firmenich PostNL | + 0 s           |
| 3e | Chiara Consonni     | Italie    | UAE Team ADQ              | + 0 s           |
| 4e | Georgia Baker       | Australie | Liv AlUla Jayco           | + 0 s           |
| 5e | Maggie Coles-Lyster | Canada    | Roland                    | + 0 s           |
| 6e | Valentine Fortin    | France    | Cofidis                   | + 0 s           |
| 7e | Laura Ruiz Pérez    | Espagne   | Movistar Team             | + 0 s           |
| 8e | Sofia Collinelli    | Italie    | Roland                    | + 0 s           |
| 9e | Lotte Kopecky       | Belgique  | SD Worx-Protime           | + 0 s           |
| 10e | Clara Copponi       | France    | Lidl-Trek                 | + 0 s           |

| \| Classement général \| Classement général \| Classement général \| Classement général \| Classement général \| \| Coureuse \| Coureuse \| Pays \| Équipe \| Temps \| \| ------------------ \| ------------------ \| ------------------ \| --------------------------------------------- \| ------------------ \| \| 1re \| Lorena Wiebes \| Pays-Bas \| SD Worx-Protime \| 2 h 59 min 01 s \| \| 2e \| Rachele Barbieri \| Italie \| Team dsm-firmenich PostNL \| + 4 s \| \| 3e \| Chiara Consonni \| Italie \| UAE Team ADQ \| + 6 s \| \| 4e \| Yanina Kuskova \| Ouzbekistan \| Tashkent City Women Professional Cycling Team \| + 7 s \| \| 5e \| Alice Palazzi \| Italie \| Top Girls Fassa Bortolo \| + 7 s \| \| 6e \| Loes Adegeest \| Pays-Bas \| FDJ-Suez \| + 8 s \| \| 7e \| Gaia Segato \| Italie \| Top Girls Fassa Bortolo \| + 8 s \| \| 8e \| Lotte Kopecky \| Belgique \| SD Worx-Protime \| + 9 s \| \| 9e \| Karlijn Swinkels \| Pays-Bas \| UAE Team ADQ \| + 9 s \| \| 10e \| Georgia Baker \| Australie \| Liv AlUla Jayco \| + 10 s \| |                  |             |                                               |                 |
| |                  |             |                                               |                 |
| Source : ProCyclingStats |                  |             |                                               |                 |
| Classement général |                  |             |                                               |                 |
| Coureuse | Coureuse         | Pays        | Équipe                                        | Temps           |
| 1re | Lorena Wiebes    | Pays-Bas    | SD Worx-Protime                               | 2 h 59 min 01 s |
| 2e | Rachele Barbieri | Italie      | Team dsm-firmenich PostNL                     | + 4 s           |
| 3e | Chiara Consonni  | Italie      | UAE Team ADQ                                  | + 6 s           |
| 4e | Yanina Kuskova   | Ouzbekistan | Tashkent City Women Professional Cycling Team | + 7 s           |
| 5e | Alice Palazzi    | Italie      | Top Girls Fassa Bortolo                       | + 7 s           |
| 6e | Loes Adegeest    | Pays-Bas    | FDJ-Suez                                      | + 8 s           |
| 7e | Gaia Segato      | Italie      | Top Girls Fassa Bortolo                       | + 8 s           |
| 8e | Lotte Kopecky    | Belgique    | SD Worx-Protime                               | + 9 s           |
| 9e | Karlijn Swinkels | Pays-Bas    | UAE Team ADQ                                  | + 9 s           |
| 10e | Georgia Baker    | Australie   | Liv AlUla Jayco                               | + 10 s          |

### 2eétape
Yanina Kuskova attaque à quarante-trois kilomètres de l'arrivée. Elle est reprise au bout de quelques kilomètres. L'étape se termine au sprint. Lorena Wiebes s'impose, même si Chiara Consonni reprend du terrain dans les derniers mètres.
| \| Classement de l'étape \| Classement de l'étape \| Classement de l'étape \| Classement de l'étape \| Classement de l'étape \| \| Coureuse \| Coureuse \| Pays \| Équipe \| Temps \| \| --------------------- \| ------------------------- \| --------------------- \| ------------------------- \| --------------------- \| \| 1re \| Lorena Wiebes \| Pays-Bas \| SD Worx-Protime \| 2 h 28 min 08 s \| \| 2e \| Chiara Consonni \| Italie \| UAE Team ADQ \| + 0 s \| \| 3e \| Clara Copponi \| France \| Lidl-Trek \| + 0 s \| \| 4e \| Georgia Baker \| Australie \| Liv AlUla Jayco \| + 0 s \| \| 5e \| Martina Fidanza \| Italie \| Ceratizit-WNT Pro Cycling \| + 0 s \| \| 6e \| Vittoria Guazzini \| Italie \| FDJ-Suez \| + 0 s \| \| 7e \| Maria Giulia Confalonieri \| Italie \| Uno-X Mobility \| + 0 s \| \| 8e \| Anniina Ahtosalo \| Finlande \| Uno-X Mobility \| + 0 s \| \| 9e \| Gladys Verhulst \| France \| FDJ-Suez \| + 0 s \| \| 10e \| Daria Pikulik \| Pologne \| Human Powered Health \| + 0 s \| |                           |           |                           |                 |
| |                           |           |                           |                 |
| Source : ProCyclingStats |                           |           |                           |                 |
| Classement de l'étape |                           |           |                           |                 |
| Coureuse | Coureuse                  | Pays      | Équipe                    | Temps           |
| 1re | Lorena Wiebes             | Pays-Bas  | SD Worx-Protime           | 2 h 28 min 08 s |
| 2e | Chiara Consonni           | Italie    | UAE Team ADQ              | + 0 s           |
| 3e | Clara Copponi             | France    | Lidl-Trek                 | + 0 s           |
| 4e | Georgia Baker             | Australie | Liv AlUla Jayco           | + 0 s           |
| 5e | Martina Fidanza           | Italie    | Ceratizit-WNT Pro Cycling | + 0 s           |
| 6e | Vittoria Guazzini         | Italie    | FDJ-Suez                  | + 0 s           |
| 7e | Maria Giulia Confalonieri | Italie    | Uno-X Mobility            | + 0 s           |
| 8e | Anniina Ahtosalo          | Finlande  | Uno-X Mobility            | + 0 s           |
| 9e | Gladys Verhulst           | France    | FDJ-Suez                  | + 0 s           |
| 10e | Daria Pikulik             | Pologne   | Human Powered Health      | + 0 s           |

| \| Classement général \| Classement général \| Classement général \| Classement général \| Classement général \| \| Coureuse \| Coureuse \| Pays \| Équipe \| Temps \| \| ------------------ \| ------------------ \| ------------------ \| --------------------------------------------- \| ------------------ \| \| 1re \| Lorena Wiebes \| Pays-Bas \| SD Worx-Protime \| 5 h 26 min 57 s \| \| 2e \| Chiara Consonni \| Italie \| UAE Team ADQ \| + 12 s \| \| 3e \| Rachele Barbieri \| Italie \| Team dsm-firmenich PostNL \| + 16 s \| \| 4e \| Lotte Kopecky \| Belgique \| SD Worx-Protime \| + 17 s \| \| 5e \| Clara Copponi \| France \| Lidl-Trek \| + 18 s \| \| 6e \| Loes Adegeest \| Pays-Bas \| FDJ-Suez \| + 18 s \| \| 7e \| Daria Pikulik \| Pologne \| Human Powered Health \| + 19 s \| \| 8e \| Yanina Kuskova \| Ouzbekistan \| Tashkent City Women Professional Cycling Team \| + 19 s \| \| 9e \| Alice Palazzi \| Italie \| Top Girls Fassa Bortolo \| + 19 s \| \| 10e \| Flora Perkins \| Royaume-Uni \| Fenix-Deceuninck \| + 21 s \| |                  |             |                                               |                 |
| |                  |             |                                               |                 |
| Source : ProCyclingStats |                  |             |                                               |                 |
| Classement général |                  |             |                                               |                 |
| Coureuse | Coureuse         | Pays        | Équipe                                        | Temps           |
| 1re | Lorena Wiebes    | Pays-Bas    | SD Worx-Protime                               | 5 h 26 min 57 s |
| 2e | Chiara Consonni  | Italie      | UAE Team ADQ                                  | + 12 s          |
| 3e | Rachele Barbieri | Italie      | Team dsm-firmenich PostNL                     | + 16 s          |
| 4e | Lotte Kopecky    | Belgique    | SD Worx-Protime                               | + 17 s          |
| 5e | Clara Copponi    | France      | Lidl-Trek                                     | + 18 s          |
| 6e | Loes Adegeest    | Pays-Bas    | FDJ-Suez                                      | + 18 s          |
| 7e | Daria Pikulik    | Pologne     | Human Powered Health                          | + 19 s          |
| 8e | Yanina Kuskova   | Ouzbekistan | Tashkent City Women Professional Cycling Team | + 19 s          |
| 9e | Alice Palazzi    | Italie      | Top Girls Fassa Bortolo                       | + 19 s          |
| 10e | Flora Perkins    | Royaume-Uni | Fenix-Deceuninck                              | + 21 s          |

### 3eétape
Aude Biannic attaque au bout de quinze kilomètres. Marie Le Net part en poursuite, mais elles sont toutes deux rapidement reprises. Le Net attaque de nouveau à cent-trois kilomètres de l'arrivée et obtient une avance de plus d'une minute. Après le sprint intermédiaire, Linda Zanetti revient sur la Française. Un regroupement a lieu ensuite. Idoia Eraso est la suivante à sortir et Zanetti la suit. Gladys Verhulst-Wild opère la jonction et le trio obtient six minutes et vingt-quatre secondes d'avance. La formation SD Worx mène la poursuite. Verhulst-Wild sort seule avant le début de l'ascension.  Dans les pentes, Gaia Realini accélère. Un groupe de tête avec l'Italienne, Elisa Longo Borghini, Mavi Garcia, Neve Bradbury et Lotte Kopecky se forme. Elles reprennent Verhulst-Wild à six kilomètres de la fin. Trois kilomètres plus loin, Bradbury attaque. Seule Kopecky peut la suivre. Cette dernière la dépasse aux six cents mètres et s'impose. Elle prend la tête du classement général.
| \| Classement de l'étape \| Classement de l'étape \| Classement de l'étape \| Classement de l'étape \| Classement de l'étape \| \| Coureuse \| Coureuse \| Pays \| Équipe \| Temps \| \| --------------------- \| --------------------- \| --------------------- \| ------------------------ \| --------------------- \| \| 1re \| Lotte Kopecky \| Belgique \| SD Worx-Protime \| 3 h 22 min 15 s \| \| 2e \| Neve Bradbury \| Australie \| Canyon-SRAM Racing \| + 3 s \| \| 3e \| Mavi García \| Espagne \| Liv AlUla Jayco \| + 32 s \| \| 4e \| Gaia Realini \| Italie \| Lidl-Trek \| + 43 s \| \| 5e \| Marion Bunel \| France \| St Michel-Mavic-Auber 93 \| + 1 min 00 s \| \| 6e \| Pauliena Rooijakkers \| Pays-Bas \| Fenix-Deceuninck \| + 1 min 04 s \| \| 7e \| Elisa Longo Borghini \| Italie \| Lidl-Trek \| + 1 min 09 s \| \| 8e \| Silvia Persico \| Italie \| UAE Team ADQ \| + 1 min 29 s \| \| 9e \| Mareille Meijering \| Pays-Bas \| Movistar Team \| + 1 min 29 s \| \| 10e \| Ricarda Bauernfeind \| Allemagne \| Canyon-SRAM Racing \| + 1 min 32 s \| |                      |           |                          |                 |
| |                      |           |                          |                 |
| Source : ProCyclingStats |                      |           |                          |                 |
| Classement de l'étape |                      |           |                          |                 |
| Coureuse | Coureuse             | Pays      | Équipe                   | Temps           |
| 1re | Lotte Kopecky        | Belgique  | SD Worx-Protime          | 3 h 22 min 15 s |
| 2e | Neve Bradbury        | Australie | Canyon-SRAM Racing       | + 3 s           |
| 3e | Mavi García          | Espagne   | Liv AlUla Jayco          | + 32 s          |
| 4e | Gaia Realini         | Italie    | Lidl-Trek                | + 43 s          |
| 5e | Marion Bunel         | France    | St Michel-Mavic-Auber 93 | + 1 min 00 s    |
| 6e | Pauliena Rooijakkers | Pays-Bas  | Fenix-Deceuninck         | + 1 min 04 s    |
| 7e | Elisa Longo Borghini | Italie    | Lidl-Trek                | + 1 min 09 s    |
| 8e | Silvia Persico       | Italie    | UAE Team ADQ             | + 1 min 29 s    |
| 9e | Mareille Meijering   | Pays-Bas  | Movistar Team            | + 1 min 29 s    |
| 10e | Ricarda Bauernfeind  | Allemagne | Canyon-SRAM Racing       | + 1 min 32 s    |

| \| Classement général \| Classement général \| Classement général \| Classement général \| Classement général \| \| Coureuse \| Coureuse \| Pays \| Équipe \| Temps \| \| ------------------ \| -------------------- \| ------------------ \| ------------------------ \| ------------------ \| \| 1re \| Lotte Kopecky \| Belgique \| SD Worx-Protime \| 8 h 49 min 18 s \| \| 2e \| Neve Bradbury \| Australie \| Canyon-SRAM Racing \| + 13 s \| \| 3e \| Mavi García \| Espagne \| Liv AlUla Jayco \| + 44 s \| \| 4e \| Gaia Realini \| Italie \| Lidl-Trek \| + 59 s \| \| 5e \| Marion Bunel \| France \| St Michel-Mavic-Auber 93 \| + 1 min 16 s \| \| 6e \| Pauliena Rooijakkers \| Pays-Bas \| Fenix-Deceuninck \| + 1 min 20 s \| \| 7e \| Elisa Longo Borghini \| Italie \| Lidl-Trek \| + 1 min 25 s \| \| 8e \| Silvia Persico \| Italie \| UAE Team ADQ \| + 1 min 45 s \| \| 9e \| Mareille Meijering \| Pays-Bas \| Movistar Team \| + 1 min 45 s \| \| 10e \| Ricarda Bauernfeind \| Allemagne \| Canyon-SRAM Racing \| + 1 min 48 s \| |                      |           |                          |                 |
| |                      |           |                          |                 |
| Source : ProCyclingStats |                      |           |                          |                 |
| Classement général |                      |           |                          |                 |
| Coureuse | Coureuse             | Pays      | Équipe                   | Temps           |
| 1re | Lotte Kopecky        | Belgique  | SD Worx-Protime          | 8 h 49 min 18 s |
| 2e | Neve Bradbury        | Australie | Canyon-SRAM Racing       | + 13 s          |
| 3e | Mavi García          | Espagne   | Liv AlUla Jayco          | + 44 s          |
| 4e | Gaia Realini         | Italie    | Lidl-Trek                | + 59 s          |
| 5e | Marion Bunel         | France    | St Michel-Mavic-Auber 93 | + 1 min 16 s    |
| 6e | Pauliena Rooijakkers | Pays-Bas  | Fenix-Deceuninck         | + 1 min 20 s    |
| 7e | Elisa Longo Borghini | Italie    | Lidl-Trek                | + 1 min 25 s    |
| 8e | Silvia Persico       | Italie    | UAE Team ADQ             | + 1 min 45 s    |
| 9e | Mareille Meijering   | Pays-Bas  | Movistar Team            | + 1 min 45 s    |
| 10e | Ricarda Bauernfeind  | Allemagne | Canyon-SRAM Racing       | + 1 min 48 s    |

### 4eétape
Sophie Wright, Monica Greenwood et Margarita Misyurina forment la première échappée. Amber Kraak les rejoint par la suite. Leur avantage culmine à trois minutes. À vingt-deux kilomètres de l'arrivée, Misyurina est distancée. SD Worx chasse, mais ne reçoit aucun soutien des autres équipes. Dans les derniers kilomètres, Greenwood est lâchée à son tour. Kraak se retrouve seule en tête à cinq kilomètres de la ligne. Elle garde quelques mètres d'avance pour s'imposer. Lorena Wiebes règle le sprint du peloton.
| \| Classement de l'étape \| Classement de l'étape \| Classement de l'étape \| Classement de l'étape \| Classement de l'étape \| \| Coureuse \| Coureuse \| Pays \| Équipe \| Temps \| \| --------------------- \| ------------------------ \| --------------------- \| ------------------------------- \| --------------------- \| \| 1re \| Amber Kraak \| Pays-Bas \| FDJ-Suez \| 2 h 27 min 33 s \| \| 2e \| Lorena Wiebes \| Pays-Bas \| SD Worx-Protime \| + 0 s \| \| 3e \| Daria Pikulik \| Pologne \| Human Powered Health \| + 0 s \| \| 4e \| Chiara Consonni \| Italie \| UAE Team ADQ \| + 0 s \| \| 5e \| Valentine Fortin \| France \| Cofidis \| + 0 s \| \| 6e \| Rachele Barbieri \| Italie \| Team dsm-firmenich PostNL \| + 0 s \| \| 7e \| Anniina Ahtosalo \| Finlande \| Uno-X Mobility \| + 0 s \| \| 8e \| Agnieszka Skalniak-Sójka \| Pologne \| Canyon-SRAM Racing \| + 0 s \| \| 9e \| Clara Copponi \| France \| Lidl-Trek \| + 0 s \| \| 10e \| Laura Tomasi \| Italie \| Laboral Kutxa-Fundación Euskadi \| + 0 s \| |                          |          |                                 |                 |
| |                          |          |                                 |                 |
| Source : ProCyclingStats |                          |          |                                 |                 |
| Classement de l'étape |                          |          |                                 |                 |
| Coureuse | Coureuse                 | Pays     | Équipe                          | Temps           |
| 1re | Amber Kraak              | Pays-Bas | FDJ-Suez                        | 2 h 27 min 33 s |
| 2e | Lorena Wiebes            | Pays-Bas | SD Worx-Protime                 | + 0 s           |
| 3e | Daria Pikulik            | Pologne  | Human Powered Health            | + 0 s           |
| 4e | Chiara Consonni          | Italie   | UAE Team ADQ                    | + 0 s           |
| 5e | Valentine Fortin         | France   | Cofidis                         | + 0 s           |
| 6e | Rachele Barbieri         | Italie   | Team dsm-firmenich PostNL       | + 0 s           |
| 7e | Anniina Ahtosalo         | Finlande | Uno-X Mobility                  | + 0 s           |
| 8e | Agnieszka Skalniak-Sójka | Pologne  | Canyon-SRAM Racing              | + 0 s           |
| 9e | Clara Copponi            | France   | Lidl-Trek                       | + 0 s           |
| 10e | Laura Tomasi             | Italie   | Laboral Kutxa-Fundación Euskadi | + 0 s           |

## Classements finals

### Classement général final
| \| Classement général \| Classement général \| Classement général \| Classement général \| Classement général \| \| Coureuse \| Coureuse \| Pays \| Équipe \| Temps \| \| ------------------ \| -------------------- \| ------------------ \| ------------------------ \| ------------------ \| \| 1re \| Lotte Kopecky \| Belgique \| SD Worx-Protime \| 11 h 16 min 51 s \| \| 2e \| Neve Bradbury \| Australie \| Canyon-SRAM Racing \| + 13 s \| \| 3e \| Mavi García \| Espagne \| Liv AlUla Jayco \| + 44 s \| \| 4e \| Gaia Realini \| Italie \| Lidl-Trek \| + 59 s \| \| 5e \| Marion Bunel \| France \| St Michel-Mavic-Auber 93 \| + 1 min 16 s \| \| 6e \| Pauliena Rooijakkers \| Pays-Bas \| Fenix-Deceuninck \| + 1 min 20 s \| \| 7e \| Elisa Longo Borghini \| Italie \| Lidl-Trek \| + 1 min 25 s \| \| 8e \| Silvia Persico \| Italie \| UAE Team ADQ \| + 1 min 45 s \| \| 9e \| Mareille Meijering \| Pays-Bas \| Movistar Team \| + 1 min 45 s \| \| 10e \| Ricarda Bauernfeind \| Allemagne \| Canyon-SRAM Racing \| + 1 min 48 s \| |                      |           |                          |                  |
| |                      |           |                          |                  |
| Source : ProCyclingStats |                      |           |                          |                  |
| Classement général |                      |           |                          |                  |
| Coureuse | Coureuse             | Pays      | Équipe                   | Temps            |
| 1re | Lotte Kopecky        | Belgique  | SD Worx-Protime          | 11 h 16 min 51 s |
| 2e | Neve Bradbury        | Australie | Canyon-SRAM Racing       | + 13 s           |
| 3e | Mavi García          | Espagne   | Liv AlUla Jayco          | + 44 s           |
| 4e | Gaia Realini         | Italie    | Lidl-Trek                | + 59 s           |
| 5e | Marion Bunel         | France    | St Michel-Mavic-Auber 93 | + 1 min 16 s     |
| 6e | Pauliena Rooijakkers | Pays-Bas  | Fenix-Deceuninck         | + 1 min 20 s     |
| 7e | Elisa Longo Borghini | Italie    | Lidl-Trek                | + 1 min 25 s     |
| 8e | Silvia Persico       | Italie    | UAE Team ADQ             | + 1 min 45 s     |
| 9e | Mareille Meijering   | Pays-Bas  | Movistar Team            | + 1 min 45 s     |
| 10e | Ricarda Bauernfeind  | Allemagne | Canyon-SRAM Racing       | + 1 min 48 s     |

### Points UCI
| Position                  | 1er | 2e  | 3e  | 4e  | 5e  | 6e  | 7e  | 8e  | 9e | 10e | 11e | 12e | 13e | 14e | 15e | 16e à 20e | 21e à 30e | 31e à 40e |  |  |
| Classement général        | 400 | 320 | 260 | 220 | 180 | 140 | 120 | 100 | 80 | 68  | 56  | 48  | 40  | 32  | 28  | 24        | 16        | 8         |  |  |
| Étapes et demi-étapes     | 50  | 40  | 30  | 25  | 20  | 18  | 15  | 10  | 8  | 6   |     |     |     |     |     |           |           |           |  |  |
| Port du maillot de leader | 8   |     |     |     |     |     |     |     |    |     |     |     |     |     |     |           |           |           |  |  |

### Classements annexes
| Classement par points | Classement par points | Classement par points | Classement par points     | Classement par points |
| Coureuse              | Coureuse              | Pays                  | Équipe                    | Points                |
| --------------------- | --------------------- | --------------------- | ------------------------- | --------------------- |
| 1re                   | Lorena Wiebes         | Pays-Bas              | SD Worx-Protime           | 62 pts                |
| 2e                    | Lotte Kopecky         | Belgique              | SD Worx-Protime           | 39 pts                |
| 3e                    | Chiara Consonni       | Italie                | UAE Team ADQ              | 37 pts                |
| 4e                    | Amber Kraak           | Pays-Bas              | FDJ-Suez                  | 26 pts                |
| 5e                    | Daria Pikulik         | Pologne               | Human Powered Health      | 26 pts                |
| 6e                    | Rachele Barbieri      | Italie                | Team dsm-firmenich PostNL | 21 pts                |
| 7e                    | Georgia Baker         | Australie             | Liv AlUla Jayco           | 18 pts                |
| 8e                    | Monica Greenwood      | Royaume-Uni           | Team Coop-Repsol          | 16 pts                |
| 9e                    | Neve Bradbury         | Australie             | Canyon-SRAM Racing        | 16 pts                |
| 10e                   | Clara Copponi         | France                | Lidl-Trek                 | 15 pts                |

| Classement par points | Classement par points | Classement par points | Classement par points     | Classement par points |
| Coureuse              | Coureuse              | Pays                  | Équipe                    | Points                |
| --------------------- | --------------------- | --------------------- | ------------------------- | --------------------- |
| 1re                   | Lorena Wiebes         | Pays-Bas              | SD Worx-Protime           | 62 pts                |
| 2e                    | Lotte Kopecky         | Belgique              | SD Worx-Protime           | 39 pts                |
| 3e                    | Chiara Consonni       | Italie                | UAE Team ADQ              | 37 pts                |
| 4e                    | Amber Kraak           | Pays-Bas              | FDJ-Suez                  | 26 pts                |
| 5e                    | Daria Pikulik         | Pologne               | Human Powered Health      | 26 pts                |
| 6e                    | Rachele Barbieri      | Italie                | Team dsm-firmenich PostNL | 21 pts                |
| 7e                    | Georgia Baker         | Australie             | Liv AlUla Jayco           | 18 pts                |
| 8e                    | Monica Greenwood      | Royaume-Uni           | Team Coop-Repsol          | 16 pts                |
| 9e                    | Neve Bradbury         | Australie             | Canyon-SRAM Racing        | 16 pts                |
| 10e                   | Clara Copponi         | France                | Lidl-Trek                 | 15 pts                |

| Classement du meilleur jeune | Classement du meilleur jeune | Classement du meilleur jeune | Classement du meilleur jeune                  | Classement du meilleur jeune |
| Coureuse                     | Coureuse                     | Pays                         | Équipe                                        | Temps                        |
| ---------------------------- | ---------------------------- | ---------------------------- | --------------------------------------------- | ---------------------------- |
| 1re                          | Neve Bradbury                | Australie                    | Canyon-SRAM Racing                            | 11 h 17 min 04 s             |
| 2e                           | Gaia Realini                 | Italie                       | Lidl-Trek                                     | + 46 s                       |
| 3e                           | Marion Bunel                 | France                       | St Michel-Mavic-Auber 93                      | + 1 min 03 s                 |
| 4e                           | Petra Stiasny                | Suisse                       | Fenix-Deceuninck                              | + 2 min 52 s                 |
| 5e                           | Alice Towers                 | Royaume-Uni                  | Canyon-SRAM Racing                            | + 4 min 20 s                 |
| 6e                           | Silke Smulders               | Pays-Bas                     | Liv AlUla Jayco                               | + 4 min 48 s                 |
| 7e                           | Yanina Kuskova               | Ouzbekistan                  | Tashkent City Women Professional Cycling Team | + 5 min 07 s                 |
| 8e                           | Linda Zanetti                | Suisse                       | Human Powered Health                          | + 7 min 02 s                 |
| 9e                           | Flora Perkins                | Royaume-Uni                  | Fenix-Deceuninck                              | + 7 min 41 s                 |
| 10e                          | Gaia Segato                  | Italie                       | Top Girls Fassa Bortolo                       | + 9 min 01 s                 |

| Classement du meilleur jeune | Classement du meilleur jeune | Classement du meilleur jeune | Classement du meilleur jeune                  | Classement du meilleur jeune |
| Coureuse                     | Coureuse                     | Pays                         | Équipe                                        | Temps                        |
| ---------------------------- | ---------------------------- | ---------------------------- | --------------------------------------------- | ---------------------------- |
| 1re                          | Neve Bradbury                | Australie                    | Canyon-SRAM Racing                            | 11 h 17 min 04 s             |
| 2e                           | Gaia Realini                 | Italie                       | Lidl-Trek                                     | + 46 s                       |
| 3e                           | Marion Bunel                 | France                       | St Michel-Mavic-Auber 93                      | + 1 min 03 s                 |
| 4e                           | Petra Stiasny                | Suisse                       | Fenix-Deceuninck                              | + 2 min 52 s                 |
| 5e                           | Alice Towers                 | Royaume-Uni                  | Canyon-SRAM Racing                            | + 4 min 20 s                 |
| 6e                           | Silke Smulders               | Pays-Bas                     | Liv AlUla Jayco                               | + 4 min 48 s                 |
| 7e                           | Yanina Kuskova               | Ouzbekistan                  | Tashkent City Women Professional Cycling Team | + 5 min 07 s                 |
| 8e                           | Linda Zanetti                | Suisse                       | Human Powered Health                          | + 7 min 02 s                 |
| 9e                           | Flora Perkins                | Royaume-Uni                  | Fenix-Deceuninck                              | + 7 min 41 s                 |
| 10e                          | Gaia Segato                  | Italie                       | Top Girls Fassa Bortolo                       | + 9 min 01 s                 |

| Classement des sprints | Classement des sprints | Classement des sprints | Classement des sprints                        | Classement des sprints |
| Coureuse               | Coureuse               | Pays                   | Équipe                                        | Points                 |
| ---------------------- | ---------------------- | ---------------------- | --------------------------------------------- | ---------------------- |
| 1re                    | Lotte Kopecky          | Belgique               | SD Worx-Protime                               | 17 pts                 |
| 2e                     | Monica Greenwood       | Royaume-Uni            | Team Coop-Repsol                              | 16 pts                 |
| 3e                     | Daria Pikulik          | Pologne                | Human Powered Health                          | 13 pts                 |
| 4e                     | Loes Adegeest          | Pays-Bas               | FDJ-Suez                                      | 10 pts                 |
| 5e                     | Sophie Wright          | Royaume-Uni            | Fenix-Deceuninck                              | 10 pts                 |
| 6e                     | Marie Le Net           | France                 | FDJ-Suez                                      | 9 pts                  |
| 7e                     | Yanina Kuskova         | Ouzbekistan            | Tashkent City Women Professional Cycling Team | 8 pts                  |
| 8e                     | Gladys Verhulst        | France                 | FDJ-Suez                                      | 8 pts                  |
| 9e                     | Alice Palazzi          | Italie                 | Top Girls Fassa Bortolo                       | 8 pts                  |
| 10e                    | Amber Kraak            | Pays-Bas               | FDJ-Suez                                      | 6 pts                  |

| Classement des sprints | Classement des sprints | Classement des sprints | Classement des sprints                        | Classement des sprints |
| Coureuse               | Coureuse               | Pays                   | Équipe                                        | Points                 |
| ---------------------- | ---------------------- | ---------------------- | --------------------------------------------- | ---------------------- |
| 1re                    | Lotte Kopecky          | Belgique               | SD Worx-Protime                               | 17 pts                 |
| 2e                     | Monica Greenwood       | Royaume-Uni            | Team Coop-Repsol                              | 16 pts                 |
| 3e                     | Daria Pikulik          | Pologne                | Human Powered Health                          | 13 pts                 |
| 4e                     | Loes Adegeest          | Pays-Bas               | FDJ-Suez                                      | 10 pts                 |
| 5e                     | Sophie Wright          | Royaume-Uni            | Fenix-Deceuninck                              | 10 pts                 |
| 6e                     | Marie Le Net           | France                 | FDJ-Suez                                      | 9 pts                  |
| 7e                     | Yanina Kuskova         | Ouzbekistan            | Tashkent City Women Professional Cycling Team | 8 pts                  |
| 8e                     | Gladys Verhulst        | France                 | FDJ-Suez                                      | 8 pts                  |
| 9e                     | Alice Palazzi          | Italie                 | Top Girls Fassa Bortolo                       | 8 pts                  |
| 10e                    | Amber Kraak            | Pays-Bas               | FDJ-Suez                                      | 6 pts                  |

| Classement par équipes | Classement par équipes    | Classement par équipes | Classement par équipes |
| Équipe                 | Équipe                    | Pays                   | Temps                  |
| ---------------------- | ------------------------- | ---------------------- | ---------------------- |
| 1re                    | Canyon-SRAM Racing        | Allemagne              | 33 h 56 min 10 s       |
| 2e                     | St Michel-Mavic-Auber93   | France                 | + 49 s                 |
| 3e                     | UAE Team ADQ              | Émirats arabes unis    | + 1 min 53 s           |
| 4e                     | Fenix-Deceuninck          | Belgique               | + 4 min 38 s           |
| 5e                     | FDJ-Suez                  | France                 | + 8 min 48 s           |
| 6e                     | Liv AlUla Jayco           | Australie              | + 9 min 09 s           |
| 7e                     | Lidl-Trek                 | États-Unis             | + 9 min 13 s           |
| 8e                     | Uno-X Mobility            | Norvège                | + 11 min 59 s          |
| 9e                     | Team DSM-Firmenich PostNL | Pays-Bas               | + 13 min 39 s          |
| 10e                    | Cofidis                   | France                 | + 14 min 23 s          |

| Classement par équipes | Classement par équipes    | Classement par équipes | Classement par équipes |
| Équipe                 | Équipe                    | Pays                   | Temps                  |
| ---------------------- | ------------------------- | ---------------------- | ---------------------- |
| 1re                    | Canyon-SRAM Racing        | Allemagne              | 33 h 56 min 10 s       |
| 2e                     | St Michel-Mavic-Auber93   | France                 | + 49 s                 |
| 3e                     | UAE Team ADQ              | Émirats arabes unis    | + 1 min 53 s           |
| 4e                     | Fenix-Deceuninck          | Belgique               | + 4 min 38 s           |
| 5e                     | FDJ-Suez                  | France                 | + 8 min 48 s           |
| 6e                     | Liv AlUla Jayco           | Australie              | + 9 min 09 s           |
| 7e                     | Lidl-Trek                 | États-Unis             | + 9 min 13 s           |
| 8e                     | Uno-X Mobility            | Norvège                | + 11 min 59 s          |
| 9e                     | Team DSM-Firmenich PostNL | Pays-Bas               | + 13 min 39 s          |
| 10e                    | Cofidis                   | France                 | + 14 min 23 s          |

## Évolution des classements
| Étape              |                           | Vainqueur _   | Classement général | Classement par points | Meilleure sprinteuse | Meilleure jeune | Meilleure équipe _ |
| ------------------ | ------------------------- | ------------- | ------------------ | --------------------- | -------------------- | --------------- | ------------------ |
| 1re étape          | étape de plaine           | Lorena Wiebes | Lorena Wiebes      | Lorena Wiebes         | Yanina Kuskova       | Yanina Kuskova  | Roland             |
| 2e étape           | étape de plaine           | Lorena Wiebes | Lorena Wiebes      | Lorena Wiebes         | Lotte Kopecky        | Yanina Kuskova  | FDJ-Suez           |
| 3e étape           | étape de moyenne montagne | Lotte Kopecky | Lotte Kopecky      | Lorena Wiebes         | Lotte Kopecky        | Neve Bradbury   | Canyon-SRAM Racing |
| 4e étape           | étape de plaine           | Amber Kraak   | Lotte Kopecky      | Lorena Wiebes         | Lotte Kopecky        | Neve Bradbury   | Canyon-SRAM Racing |
| Classements finals | Classements finals        |               | Lotte Kopecky      | Lorena Wiebes         | Lotte Kopecky        | Neve Bradbury   | Canyon-SRAM Racing |

## Liste des participantes
| Légende                          | Légende | Légende                                | Légende                                                                                              |
| -------------------------------- | --- | -------------------------------------- | --- |
| Num                              | Dossard de départ porté par la coureuse sur ce Tour des Émirats arabes unis                                   | Pos                                    | Position finale au classement général                                                                |
| Leader du classement général     | Indique la vainqueur du classement général                                                                    | Leader du classement par points        | Indique la vainqueur du classement par points                                                        |
| Leader du classement des sprints | Indique la vainqueur du classement des sprints                                                                | Leader du classement du meilleur jeune | Indique la vainqueur du classement de la meilleure jeune                                             |
|                                  | Indique un maillot de champion national ou mondial, suivi de sa spécialité                                    | #                                      | Indique la meilleure équipe                                                                          |
| NP                               | Indique une coureuse qui n'a pas pris le départ d'une étape, suivi du numéro de l'étape où elle s'est retirée | AB                                     | Indique une coureuse qui n'a pas terminé une étape, suivi du numéro de l'étape où elle s'est retirée |
| HD                               | Indique un coureuse qui a terminé une étape hors des délais, suivi du numéro de l'étape                       | DSQ                                    | Indique un coureur qui a été disqualifié de la course, suivi du numéro de l'étape                    |
| *                                | Indique un coureuse en lice pour le classement de la meilleure jeune (coureuses nées après le )               |                                        | |

| Lidl-Trek LTK | Lidl-Trek LTK                      | Lidl-Trek LTK |
| ------------- | ---------------------------------- | ------------- |
| Num           | Coureuse                           | Pos           |
| 1             | Elisa Longo Borghini (ITA) (route) | 7e            |
| 2             | Clara Copponi (FRA)                | 67e           |
| 3             | Elynor Bäckstedt (GBR)             | AB            |
| 4             | Lisa Klein (GER)                   | 63e           |
| 5             | Gaia Realini (ITA)                 | 4e            |
| 6             | Isabel Sharp (GBR)                 | 113e          |

| SD Worx-Protime SDW | SD Worx-Protime SDW         | SD Worx-Protime SDW |
| ------------------- | --------------------------- | ------------------- |
| Num                 | Coureuse                    | Pos                 |
| 11                  | Lotte Kopecky (BEL) (route) | 1re                 |
| 12                  | Femke Gerritse (NED)        | 49e                 |
| 13                  | Barbara Guarischi (ITA)     | 89e                 |
| 14                  | Femke Markus (NED)          | 94e                 |
| 16                  | Lorena Wiebes (NED)         | 64e                 |

| Canyon-SRAM Racing CSR | Canyon-SRAM Racing CSR         | Canyon-SRAM Racing CSR |
| ---------------------- | ------------------------------ | ---------------------- |
| Num                    | Coureuse                       | Pos                    |
| 21                     | Tiffany Cromwell (AUS)         | 37e                    |
| 22                     | Ricarda Bauernfeind (GER)      | 10e                    |
| 23                     | Neve Bradbury (AUS)            | 2e                     |
| 24                     | Justyna Czapla (GER)           | 60e                    |
| 25                     | Agnieszka Skalniak-Sójka (POL) | 19e                    |
| 26                     | Alice Towers (GBR)             | 27e                    |

| UAE Team ADQ UAD | UAE Team ADQ UAD       | UAE Team ADQ UAD |
| ---------------- | ---------------------- | ---------------- |
| Num              | Coureuse               | Pos              |
| 31               | Silvia Persico (ITA)   | 8e               |
| 32               | Alena Ivanchenko (RUS) | 51e              |
| 33               | Chiara Consonni (ITA)  | 65e              |
| 34               | Erica Magnaldi (ITA)   | 16e              |
| 35               | Tereza Neumanová (CZE) | 84e              |
| 36               | Karlijn Swinkels (NED) | 13e              |

| Movistar Team MOV | Movistar Team MOV        | Movistar Team MOV |
| ----------------- | ------------------------ | ----------------- |
| Num               | Coureuse                 | Pos               |
| 41                | Aude Biannic (FRA)       | 57e               |
| 42                | Emma Norsgaard (DEN)     | 91e               |
| 43                | Mareille Meijering (NED) | 9e                |
| 44                | Laura Ruiz Pérez (ESP)   | 78e               |
| 45                | Lucia Ruiz Pérez (ESP)   | 73e               |
| 46                | Claire Steels (GBR)      | 56e               |

| FDJ-Suez FST | FDJ-Suez FST            | FDJ-Suez FST |
| ------------ | ----------------------- | ------------ |
| Num          | Coureuse                | Pos          |
| 51           | Loes Adegeest (NED)     | 20e          |
| 52           | Nina Buysman (NED)      | 28e          |
| 53           | Vittoria Guazzini (ITA) | 70e          |
| 54           | Amber Kraak (NED)       | 39e          |
| 55           | Marie Le Net (FRA)      | 68e          |
| 56           | Gladys Verhulst (FRA)   | 35e          |

| Team dsm-firmenich PostNL DFP | Team dsm-firmenich PostNL DFP | Team dsm-firmenich PostNL DFP |
| ----------------------------- | ----------------------------- | ----------------------------- |
| Num                           | Coureuse                      | Pos                           |
| 61                            | Rachele Barbieri (ITA)        | 105e                          |
| 62                            | Pfeiffer Georgi (GBR) (route) | 15e                           |
| 63                            | Daniek Hengeveld (NED)        | 97e                           |
| 65                            | Becky Storrie (GBR)           | 14e                           |
| 66                            | Elise Uijen (NED)             | 98e                           |

| Liv AlUla Jayco LAJ | Liv AlUla Jayco LAJ       | Liv AlUla Jayco LAJ |
| ------------------- | ------------------------- | ------------------- |
| Num                 | Coureuse                  | Pos                 |
| 71                  | Mavi García (ESP) (route) | 3e                  |
| 72                  | Georgia Baker (AUS)       | 90e                 |
| 73                  | Teniel Campbell (TTO)     | 104e                |
| 74                  | Jeanne Korevaar (NED)     | 47e                 |
| 75                  | Letizia Paternoster (ITA) | 85e                 |
| 76                  | Silke Smulders (NED)      | 29e                 |

| Fenix-Deceuninck FED | Fenix-Deceuninck FED          | Fenix-Deceuninck FED |
| -------------------- | ----------------------------- | -------------------- |
| Num                  | Coureuse                      | Pos                  |
| 81                   | Millie Couzens (GBR)          | 62e                  |
| 82                   | Flora Perkins (GBR)           | 41e                  |
| 83                   | Pauliena Rooijakkers (NED)    | 6e                   |
| 84                   | Carina Schrempf (AUT) (route) | 36e                  |
| 85                   | Petra Stiasny (SUI)           | 17e                  |
| 86                   | Sophie Wright (GBR)           | 102e                 |

| Ceratizit-WNT Pro Cycling WNT | Ceratizit-WNT Pro Cycling WNT | Ceratizit-WNT Pro Cycling WNT |
| ----------------------------- | ----------------------------- | ----------------------------- |
| Num                           | Coureuse                      | Pos                           |
| 92                            | Arianna Fidanza (ITA)         | 34e                           |
| 93                            | Martina Fidanza (ITA)         | 114e                          |
| 94                            | Marta Jaskulska (POL)         | 21e                           |
| 95                            | Kathrin Schweinberger (AUT)   | 74e                           |
| 96                            | Lea Lin Teutenberg (GER)      | 88e                           |

| Roland CGS | Roland CGS                | Roland CGS |
| ---------- | ------------------------- | ---------- |
| Num        | Coureuse                  | Pos        |
| 101        | Maggie Coles-Lyster (CAN) | 71e        |
| 102        | Sofia Collinelli (ITA)    | 108e       |
| 103        | Tamara Dronova (route)    | 38e        |
| 104        | Elena Hartmann (SUI)      | 31e        |
| 105        | Sylvie Swinkels (NED)     | 80e        |
| 106        | Giorgia Vettorello (ITA)  | 46e        |

| Uno-X Mobility UXM | Uno-X Mobility UXM              | Uno-X Mobility UXM |
| ------------------ | ------------------------------- | ------------------ |
| Num                | Coureuse                        | Pos                |
| 111                | Anniina Ahtosalo (FIN) (route)  | 107e               |
| 112                | Teuntje Beekhuis (NED)          | 54e                |
| 113                | Simone Boilard (CAN)            | 23e                |
| 114                | Maria Giulia Confalonieri (ITA) | 44e                |
| 115                | Wilma Olausson (SWE)            | 96e                |
| 116                | Marte Berg Edseth (NOR)         | 30e                |

| EF Education-Cannondale EFC | EF Education-Cannondale EFC  | EF Education-Cannondale EFC |
| --------------------------- | ---------------------------- | --------------------------- |
| Num                         | Coureuse                     | Pos                         |
| 121                         | Alison Jackson (CAN) (route) | 43e                         |
| 122                         | Megan Armitage (IRL)         | 24e                         |
| 123                         | Letizia Borghesi (ITA)       | 72e                         |
| 125                         | Nina Kessler (NED)           | 61e                         |
| 126                         | Elizabeth Stannard (AUS)     | 101e                        |

| Human Powered Health HPH | Human Powered Health HPH | Human Powered Health HPH |
| ------------------------ | ------------------------ | ------------------------ |
| Num                      | Coureuse                 | Pos                      |
| 131                      | Maëlle Grossetête (FRA)  | 55e                      |
| 132                      | Romy Kasper (GER)        | 25e                      |
| 133                      | Daria Pikulik (POL)      | 66e                      |
| 134                      | Wiktoria Pikulik (POL)   | 99e                      |
| 135                      | Silvia Zanardi (ITA)     | 82e                      |
| 136                      | Linda Zanetti (SUI)      | 40e                      |

| St Michel-Mavic-Auber 93 AUB | St Michel-Mavic-Auber 93 AUB | St Michel-Mavic-Auber 93 AUB |
| ---------------------------- | ---------------------------- | ---------------------------- |
| Num                          | Coureuse                     | Pos                          |
| 141                          | Alison Avoine (FRA)          | 95e                          |
| 142                          | Marion Borras (FRA)          | 83e                          |
| 143                          | Marion Bunel (FRA)           | 5e                           |
| 144                          | Roxane Fournier (FRA)        | 100e                         |
| 145                          | Victorie Guilman (FRA)       | 18e                          |
| 146                          | Dilyxine Miermont (FRA)      | 11e                          |

| Cofidis COF | Cofidis COF               | Cofidis COF |
| ----------- | ------------------------- | ----------- |
| Num         | Coureuse                  | Pos         |
| 151         | Martina Alzini (ITA)      | 79e         |
| 152         | Alana Castrique (BEL)     | 87e         |
| 153         | Morgane Coston (FRA)      | 26e         |
| 154         | Valentine Fortin (FRA)    | 106e        |
| 155         | Hannah Ludwig (GER)       | 12e         |
| 156         | Kirstie van Haaften (NED) | 110e        |

| Team Coop-Repsol HPU | Team Coop-Repsol HPU          | Team Coop-Repsol HPU |
| -------------------- | ----------------------------- | -------------------- |
| Num                  | Coureuse                      | Pos                  |
| 161                  | Monica Greenwood (GBR)        | 50e                  |
| 162                  | Sigrid Ytterhus Haugset (NOR) | 32e                  |
| 163                  | Mari Hole Mohr (NOR)          | 52e                  |
| 164                  | April Tacey (GBR)             | 81e                  |
| 165                  | Aidi Gerde Tuisk (EST)        | 112e                 |
| 166                  | Eline Van Rooijen (NED)       | 76e                  |

| Laboral Kutxa-Fundación Euskadi LKF | Laboral Kutxa-Fundación Euskadi LKF | Laboral Kutxa-Fundación Euskadi LKF |
| ----------------------------------- | ----------------------------------- | ----------------------------------- |
| Num                                 | Coureuse                            | Pos                                 |
| 171                                 | Idoia Eraso (ESP)                   | 53e                                 |
| 172                                 | Usoa Ostolaza (ESP)                 | 22e                                 |
| 173                                 | Debora Silvestri (ITA)              | 42e                                 |
| 174                                 | Alba Teruel (ESP)                   | 109e                                |
| 175                                 | Laura Tomasi (ITA)                  | 75e                                 |
| 176                                 | Cristina Tonetti (ITA)              | 92e                                 |

| Tashkent City Women Professional Cycling Team TCW | Tashkent City Women Professional Cycling Team TCW | Tashkent City Women Professional Cycling Team TCW |
| ------------------------------------------------- | ------------------------------------------------- | ------------------------------------------------- |
| Num                                               | Coureuse                                          | Pos                                               |
| 181                                               | Madina Kakhkhorova (UZB)                          | 58e                                               |
| 182                                               | Anna Kuskova (UZB)                                | 103e                                              |
| 183                                               | Nafosat Kozieva (UZB)                             | 59e                                               |
| 184                                               | Yanina Kuskova (UZB)                              | 33e                                               |
| 185                                               | Margarita Misyurina (UZB)                         | 111e                                              |
| 186                                               | Olga Zabelinskaïa (UZB)                           | 45e                                               |

| Top Girls Fassa Bortolo TOP | Top Girls Fassa Bortolo TOP | Top Girls Fassa Bortolo TOP |
| --------------------------- | --------------------------- | --------------------------- |
| Num                         | Coureuse                    | Pos                         |
| 191                         | Giorgia Bariani (ITA)       | 77e                         |
| 193                         | Iris Monticolo (ITA)        | 86e                         |
| 194                         | Alice Palazzi (ITA)         | 69e                         |
| 195                         | Chiara Reghini (ITA)        | 93e                         |
| 196                         | Gaia Segato (ITA)           | 48e                         |

| Lidl-Trek LTK | Lidl-Trek LTK                      | Lidl-Trek LTK |
| ------------- | ---------------------------------- | ------------- |
| Num           | Coureuse                           | Pos           |
| 1             | Elisa Longo Borghini (ITA) (route) | 7e            |
| 2             | Clara Copponi (FRA)                | 67e           |
| 3             | Elynor Bäckstedt (GBR)             | AB            |
| 4             | Lisa Klein (GER)                   | 63e           |
| 5             | Gaia Realini (ITA)                 | 4e            |
| 6             | Isabel Sharp (GBR)                 | 113e          |

| SD Worx-Protime SDW | SD Worx-Protime SDW         | SD Worx-Protime SDW |
| ------------------- | --------------------------- | ------------------- |
| Num                 | Coureuse                    | Pos                 |
| 11                  | Lotte Kopecky (BEL) (route) | 1re                 |
| 12                  | Femke Gerritse (NED)        | 49e                 |
| 13                  | Barbara Guarischi (ITA)     | 89e                 |
| 14                  | Femke Markus (NED)          | 94e                 |
| 16                  | Lorena Wiebes (NED)         | 64e                 |

| Canyon-SRAM Racing CSR | Canyon-SRAM Racing CSR         | Canyon-SRAM Racing CSR |
| ---------------------- | ------------------------------ | ---------------------- |
| Num                    | Coureuse                       | Pos                    |
| 21                     | Tiffany Cromwell (AUS)         | 37e                    |
| 22                     | Ricarda Bauernfeind (GER)      | 10e                    |
| 23                     | Neve Bradbury (AUS)            | 2e                     |
| 24                     | Justyna Czapla (GER)           | 60e                    |
| 25                     | Agnieszka Skalniak-Sójka (POL) | 19e                    |
| 26                     | Alice Towers (GBR)             | 27e                    |

| UAE Team ADQ UAD | UAE Team ADQ UAD       | UAE Team ADQ UAD |
| ---------------- | ---------------------- | ---------------- |
| Num              | Coureuse               | Pos              |
| 31               | Silvia Persico (ITA)   | 8e               |
| 32               | Alena Ivanchenko (RUS) | 51e              |
| 33               | Chiara Consonni (ITA)  | 65e              |
| 34               | Erica Magnaldi (ITA)   | 16e              |
| 35               | Tereza Neumanová (CZE) | 84e              |
| 36               | Karlijn Swinkels (NED) | 13e              |

| Movistar Team MOV | Movistar Team MOV        | Movistar Team MOV |
| ----------------- | ------------------------ | ----------------- |
| Num               | Coureuse                 | Pos               |
| 41                | Aude Biannic (FRA)       | 57e               |
| 42                | Emma Norsgaard (DEN)     | 91e               |
| 43                | Mareille Meijering (NED) | 9e                |
| 44                | Laura Ruiz Pérez (ESP)   | 78e               |
| 45                | Lucia Ruiz Pérez (ESP)   | 73e               |
| 46                | Claire Steels (GBR)      | 56e               |

| FDJ-Suez FST | FDJ-Suez FST            | FDJ-Suez FST |
| ------------ | ----------------------- | ------------ |
| Num          | Coureuse                | Pos          |
| 51           | Loes Adegeest (NED)     | 20e          |
| 52           | Nina Buysman (NED)      | 28e          |
| 53           | Vittoria Guazzini (ITA) | 70e          |
| 54           | Amber Kraak (NED)       | 39e          |
| 55           | Marie Le Net (FRA)      | 68e          |
| 56           | Gladys Verhulst (FRA)   | 35e          |

| Team dsm-firmenich PostNL DFP | Team dsm-firmenich PostNL DFP | Team dsm-firmenich PostNL DFP |
| ----------------------------- | ----------------------------- | ----------------------------- |
| Num                           | Coureuse                      | Pos                           |
| 61                            | Rachele Barbieri (ITA)        | 105e                          |
| 62                            | Pfeiffer Georgi (GBR) (route) | 15e                           |
| 63                            | Daniek Hengeveld (NED)        | 97e                           |
| 65                            | Becky Storrie (GBR)           | 14e                           |
| 66                            | Elise Uijen (NED)             | 98e                           |

| Liv AlUla Jayco LAJ | Liv AlUla Jayco LAJ       | Liv AlUla Jayco LAJ |
| ------------------- | ------------------------- | ------------------- |
| Num                 | Coureuse                  | Pos                 |
| 71                  | Mavi García (ESP) (route) | 3e                  |
| 72                  | Georgia Baker (AUS)       | 90e                 |
| 73                  | Teniel Campbell (TTO)     | 104e                |
| 74                  | Jeanne Korevaar (NED)     | 47e                 |
| 75                  | Letizia Paternoster (ITA) | 85e                 |
| 76                  | Silke Smulders (NED)      | 29e                 |

| Fenix-Deceuninck FED | Fenix-Deceuninck FED          | Fenix-Deceuninck FED |
| -------------------- | ----------------------------- | -------------------- |
| Num                  | Coureuse                      | Pos                  |
| 81                   | Millie Couzens (GBR)          | 62e                  |
| 82                   | Flora Perkins (GBR)           | 41e                  |
| 83                   | Pauliena Rooijakkers (NED)    | 6e                   |
| 84                   | Carina Schrempf (AUT) (route) | 36e                  |
| 85                   | Petra Stiasny (SUI)           | 17e                  |
| 86                   | Sophie Wright (GBR)           | 102e                 |

| Ceratizit-WNT Pro Cycling WNT | Ceratizit-WNT Pro Cycling WNT | Ceratizit-WNT Pro Cycling WNT |
| ----------------------------- | ----------------------------- | ----------------------------- |
| Num                           | Coureuse                      | Pos                           |
| 92                            | Arianna Fidanza (ITA)         | 34e                           |
| 93                            | Martina Fidanza (ITA)         | 114e                          |
| 94                            | Marta Jaskulska (POL)         | 21e                           |
| 95                            | Kathrin Schweinberger (AUT)   | 74e                           |
| 96                            | Lea Lin Teutenberg (GER)      | 88e                           |

| Roland CGS | Roland CGS                | Roland CGS |
| ---------- | ------------------------- | ---------- |
| Num        | Coureuse                  | Pos        |
| 101        | Maggie Coles-Lyster (CAN) | 71e        |
| 102        | Sofia Collinelli (ITA)    | 108e       |
| 103        | Tamara Dronova (route)    | 38e        |
| 104        | Elena Hartmann (SUI)      | 31e        |
| 105        | Sylvie Swinkels (NED)     | 80e        |
| 106        | Giorgia Vettorello (ITA)  | 46e        |

| Uno-X Mobility UXM | Uno-X Mobility UXM              | Uno-X Mobility UXM |
| ------------------ | ------------------------------- | ------------------ |
| Num                | Coureuse                        | Pos                |
| 111                | Anniina Ahtosalo (FIN) (route)  | 107e               |
| 112                | Teuntje Beekhuis (NED)          | 54e                |
| 113                | Simone Boilard (CAN)            | 23e                |
| 114                | Maria Giulia Confalonieri (ITA) | 44e                |
| 115                | Wilma Olausson (SWE)            | 96e                |
| 116                | Marte Berg Edseth (NOR)         | 30e                |

| EF Education-Cannondale EFC | EF Education-Cannondale EFC  | EF Education-Cannondale EFC |
| --------------------------- | ---------------------------- | --------------------------- |
| Num                         | Coureuse                     | Pos                         |
| 121                         | Alison Jackson (CAN) (route) | 43e                         |
| 122                         | Megan Armitage (IRL)         | 24e                         |
| 123                         | Letizia Borghesi (ITA)       | 72e                         |
| 125                         | Nina Kessler (NED)           | 61e                         |
| 126                         | Elizabeth Stannard (AUS)     | 101e                        |

| Human Powered Health HPH | Human Powered Health HPH | Human Powered Health HPH |
| ------------------------ | ------------------------ | ------------------------ |
| Num                      | Coureuse                 | Pos                      |
| 131                      | Maëlle Grossetête (FRA)  | 55e                      |
| 132                      | Romy Kasper (GER)        | 25e                      |
| 133                      | Daria Pikulik (POL)      | 66e                      |
| 134                      | Wiktoria Pikulik (POL)   | 99e                      |
| 135                      | Silvia Zanardi (ITA)     | 82e                      |
| 136                      | Linda Zanetti (SUI)      | 40e                      |

| St Michel-Mavic-Auber 93 AUB | St Michel-Mavic-Auber 93 AUB | St Michel-Mavic-Auber 93 AUB |
| ---------------------------- | ---------------------------- | ---------------------------- |
| Num                          | Coureuse                     | Pos                          |
| 141                          | Alison Avoine (FRA)          | 95e                          |
| 142                          | Marion Borras (FRA)          | 83e                          |
| 143                          | Marion Bunel (FRA)           | 5e                           |
| 144                          | Roxane Fournier (FRA)        | 100e                         |
| 145                          | Victorie Guilman (FRA)       | 18e                          |
| 146                          | Dilyxine Miermont (FRA)      | 11e                          |

| Cofidis COF | Cofidis COF               | Cofidis COF |
| ----------- | ------------------------- | ----------- |
| Num         | Coureuse                  | Pos         |
| 151         | Martina Alzini (ITA)      | 79e         |
| 152         | Alana Castrique (BEL)     | 87e         |
| 153         | Morgane Coston (FRA)      | 26e         |
| 154         | Valentine Fortin (FRA)    | 106e        |
| 155         | Hannah Ludwig (GER)       | 12e         |
| 156         | Kirstie van Haaften (NED) | 110e        |

| Team Coop-Repsol HPU | Team Coop-Repsol HPU          | Team Coop-Repsol HPU |
| -------------------- | ----------------------------- | -------------------- |
| Num                  | Coureuse                      | Pos                  |
| 161                  | Monica Greenwood (GBR)        | 50e                  |
| 162                  | Sigrid Ytterhus Haugset (NOR) | 32e                  |
| 163                  | Mari Hole Mohr (NOR)          | 52e                  |
| 164                  | April Tacey (GBR)             | 81e                  |
| 165                  | Aidi Gerde Tuisk (EST)        | 112e                 |
| 166                  | Eline Van Rooijen (NED)       | 76e                  |

| Laboral Kutxa-Fundación Euskadi LKF | Laboral Kutxa-Fundación Euskadi LKF | Laboral Kutxa-Fundación Euskadi LKF |
| ----------------------------------- | ----------------------------------- | ----------------------------------- |
| Num                                 | Coureuse                            | Pos                                 |
| 171                                 | Idoia Eraso (ESP)                   | 53e                                 |
| 172                                 | Usoa Ostolaza (ESP)                 | 22e                                 |
| 173                                 | Debora Silvestri (ITA)              | 42e                                 |
| 174                                 | Alba Teruel (ESP)                   | 109e                                |
| 175                                 | Laura Tomasi (ITA)                  | 75e                                 |
| 176                                 | Cristina Tonetti (ITA)              | 92e                                 |

| Tashkent City Women Professional Cycling Team TCW | Tashkent City Women Professional Cycling Team TCW | Tashkent City Women Professional Cycling Team TCW |
| ------------------------------------------------- | ------------------------------------------------- | ------------------------------------------------- |
| Num                                               | Coureuse                                          | Pos                                               |
| 181                                               | Madina Kakhkhorova (UZB)                          | 58e                                               |
| 182                                               | Anna Kuskova (UZB)                                | 103e                                              |
| 183                                               | Nafosat Kozieva (UZB)                             | 59e                                               |
| 184                                               | Yanina Kuskova (UZB)                              | 33e                                               |
| 185                                               | Margarita Misyurina (UZB)                         | 111e                                              |
| 186                                               | Olga Zabelinskaïa (UZB)                           | 45e                                               |

| Top Girls Fassa Bortolo TOP | Top Girls Fassa Bortolo TOP | Top Girls Fassa Bortolo TOP |
| --------------------------- | --------------------------- | --------------------------- |
| Num                         | Coureuse                    | Pos                         |
| 191                         | Giorgia Bariani (ITA)       | 77e                         |
| 193                         | Iris Monticolo (ITA)        | 86e                         |
| 194                         | Alice Palazzi (ITA)         | 69e                         |
| 195                         | Chiara Reghini (ITA)        | 93e                         |
| 196                         | Gaia Segato (ITA)           | 48e                         |